# Maczany
Maczany (lit. Mačionys) – wieś na Litwie, w okręgu uciańskim, w rejonie ignalińskim, w gminie Rymszany.

## Historia
W dwudziestoleciu międzywojennym wieś leżała w Polsce, w województwie nowogródzkim (od 1926 w województwie wileńskim), w powiecie brasławskim, w gminie Dryświaty.
Według Powszechnego Spisu Ludności z 1921 roku zamieszkiwało tu 30 osób, wszystkie były wyznania rzymskokatolickiego i zadeklarowały polską przynależność narodową. Było tu 5 budynków mieszkalnych. W 1931 zamieszkiwało tu 46 osób w 9 budynkach.
Miejscowość należała do parafii rzymskokatolickiej w Dyrświatach. Podlegała pod Sąd Grodzki w Brasławiu  i Okręgowy w Wilnie; właściwy urząd pocztowy mieścił się w m. Dryświatach.